# Tridactyle
Tridactyle là một chi phong lan trong họ Orchidaceae.